# قواق سفلي
قواق سفلي هي قرية في مقاطعة ميانة، إيران. عدد سكان هذه القرية هو 180 في سنة 2006.